# لباس رسمي

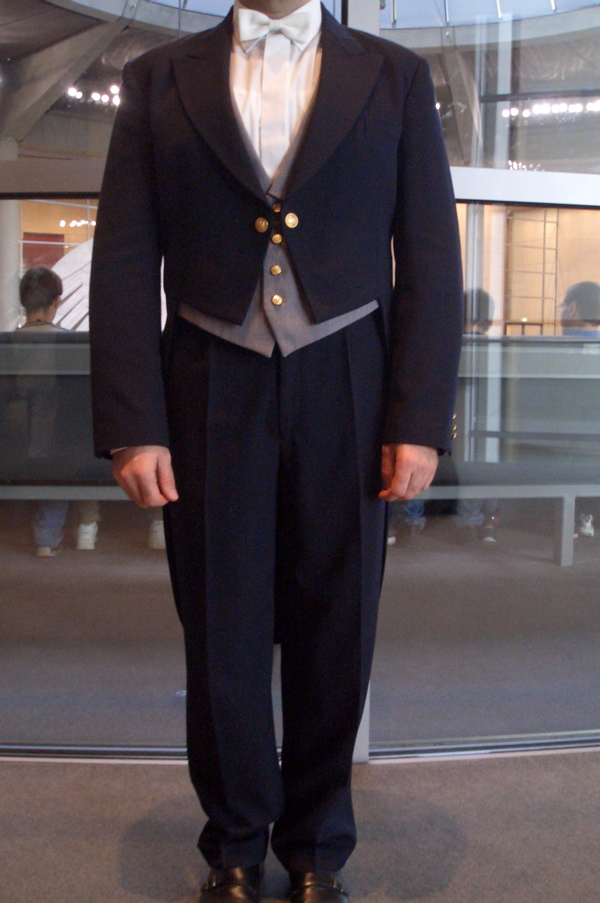
رجل يرتدي الملابس الرسمية

تعتبر الملابس الرسمية في الشرق والغرب الملابس التي يتم ارتداؤها في المناسبات الرسمية والحفلات والأعراس وغالباً ما تكون:
- البذلة السوداء والبيضاء للرجال والفساتين للنساء وهذا أكثر الأنواع انتشاراً وهذا النوع في سائر الاحتفالات.[1]
- الأزياء الرسمية للبلدان وهذا ينتشر أكثر من النوع الأول وخاصة في الأعراس في البلدان الشرقية والأفريقية.

## تاريخ
بدأت لفظة زي رسمي تدخل بعد التنوع الذي حدث على الأزياء بعد الاحتلالات وبعد الحرب العالمية الثانية حيث اجتاح الغرب الشرق بثقافة مختلفة فدخلت البدلات الحالية مثلاً ربطة العنق والقميص الأبيض والسترة والبنطال وغيرها.

## معرض صور

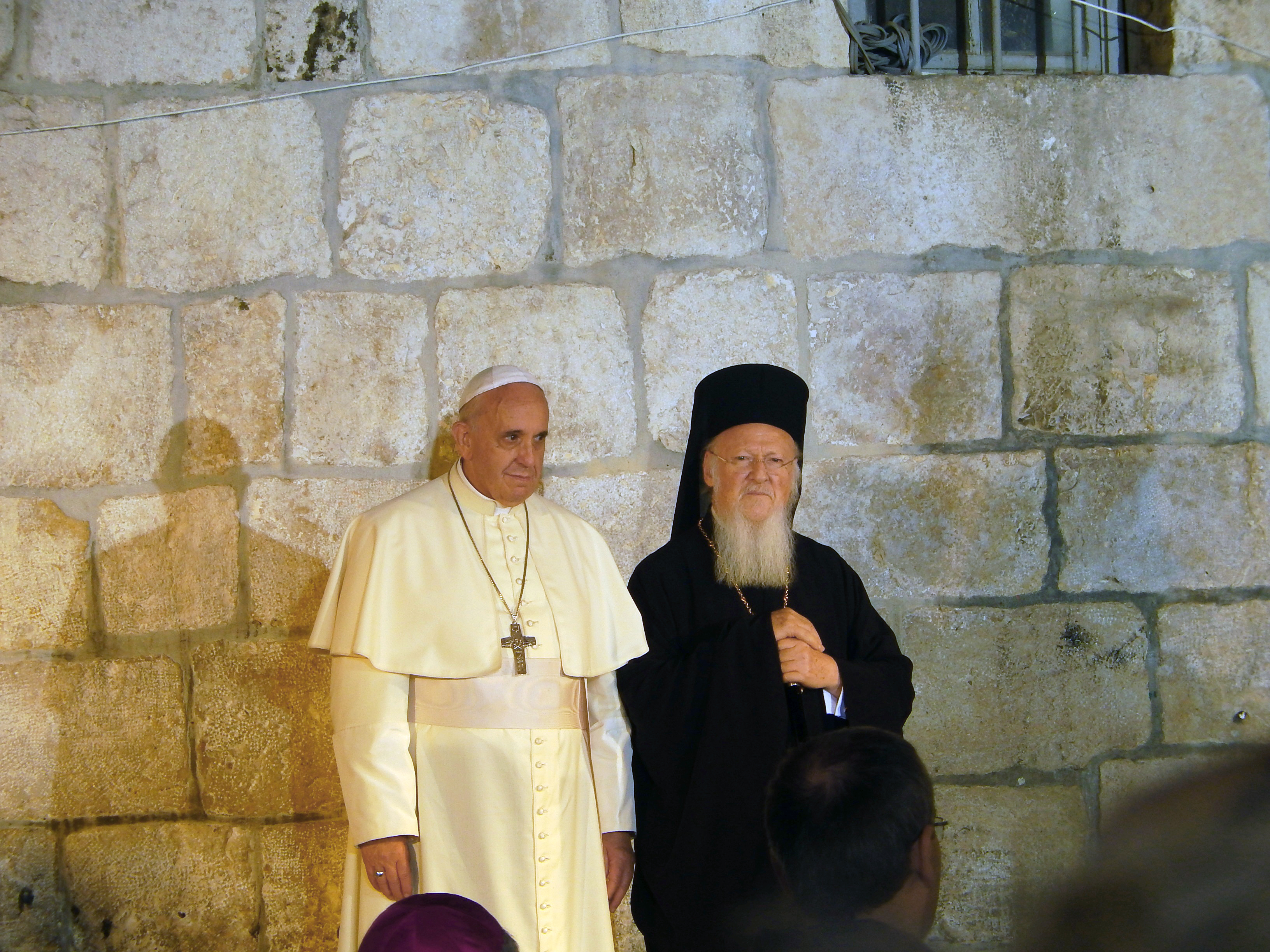
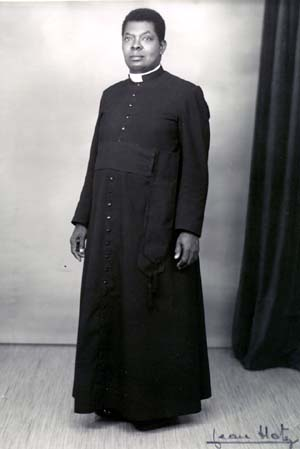
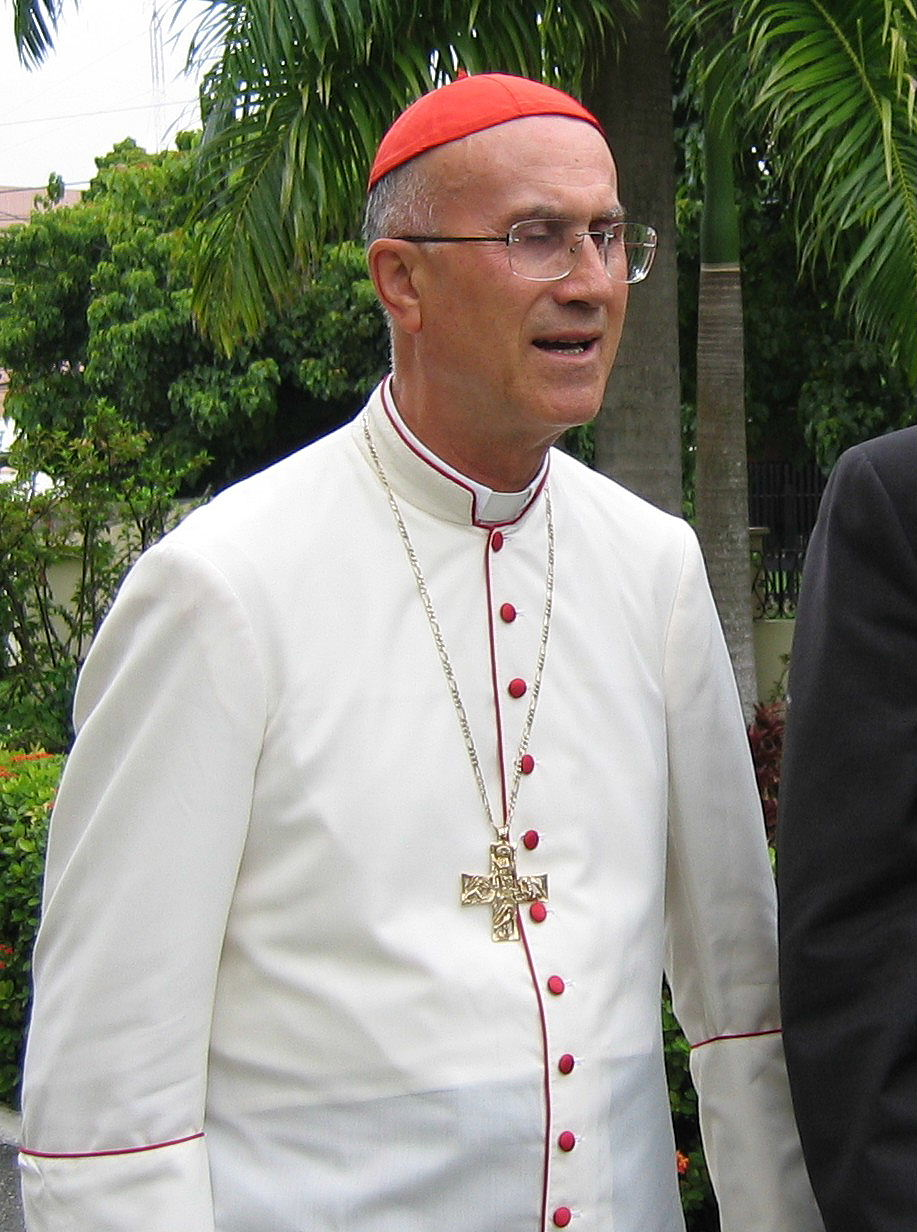
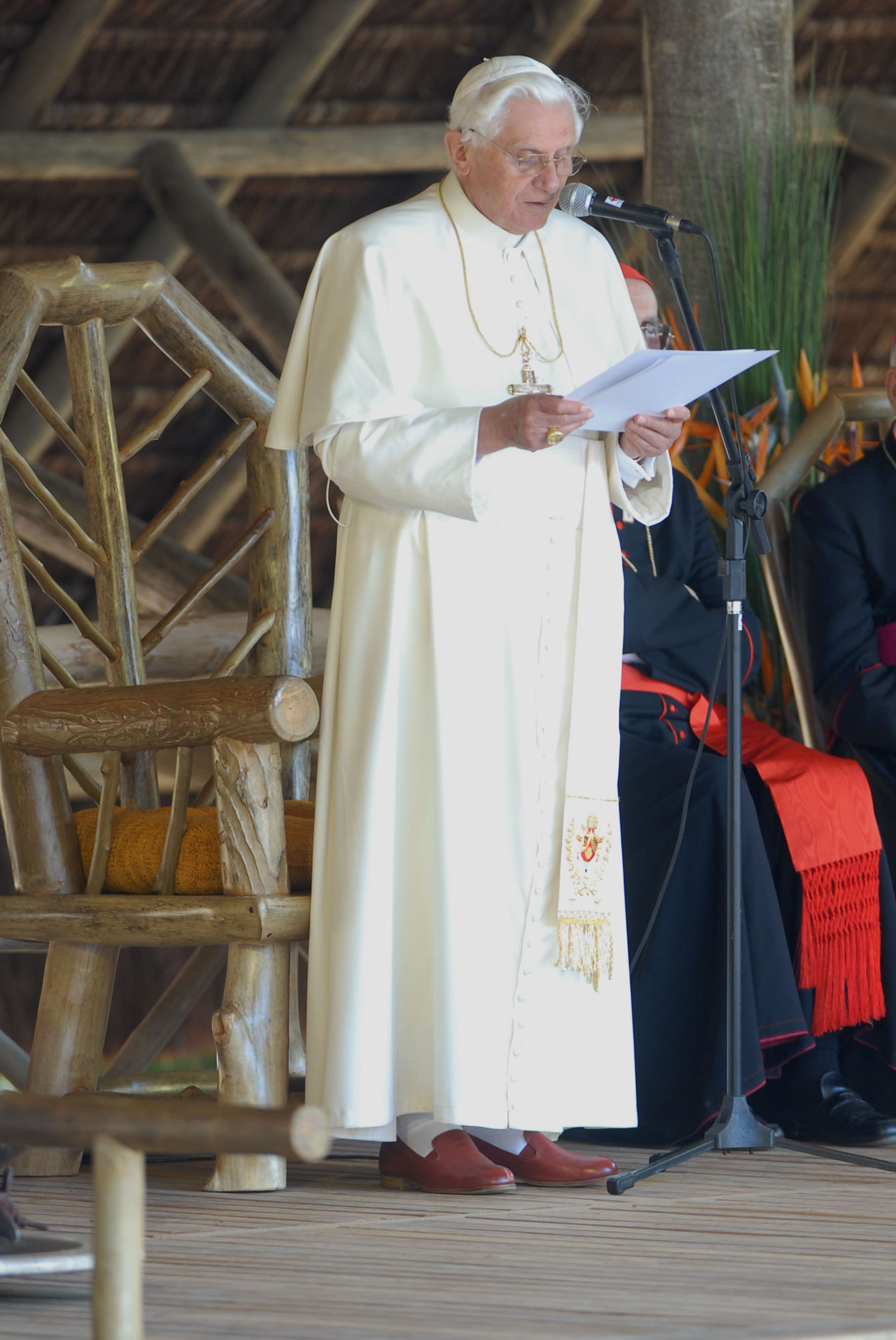
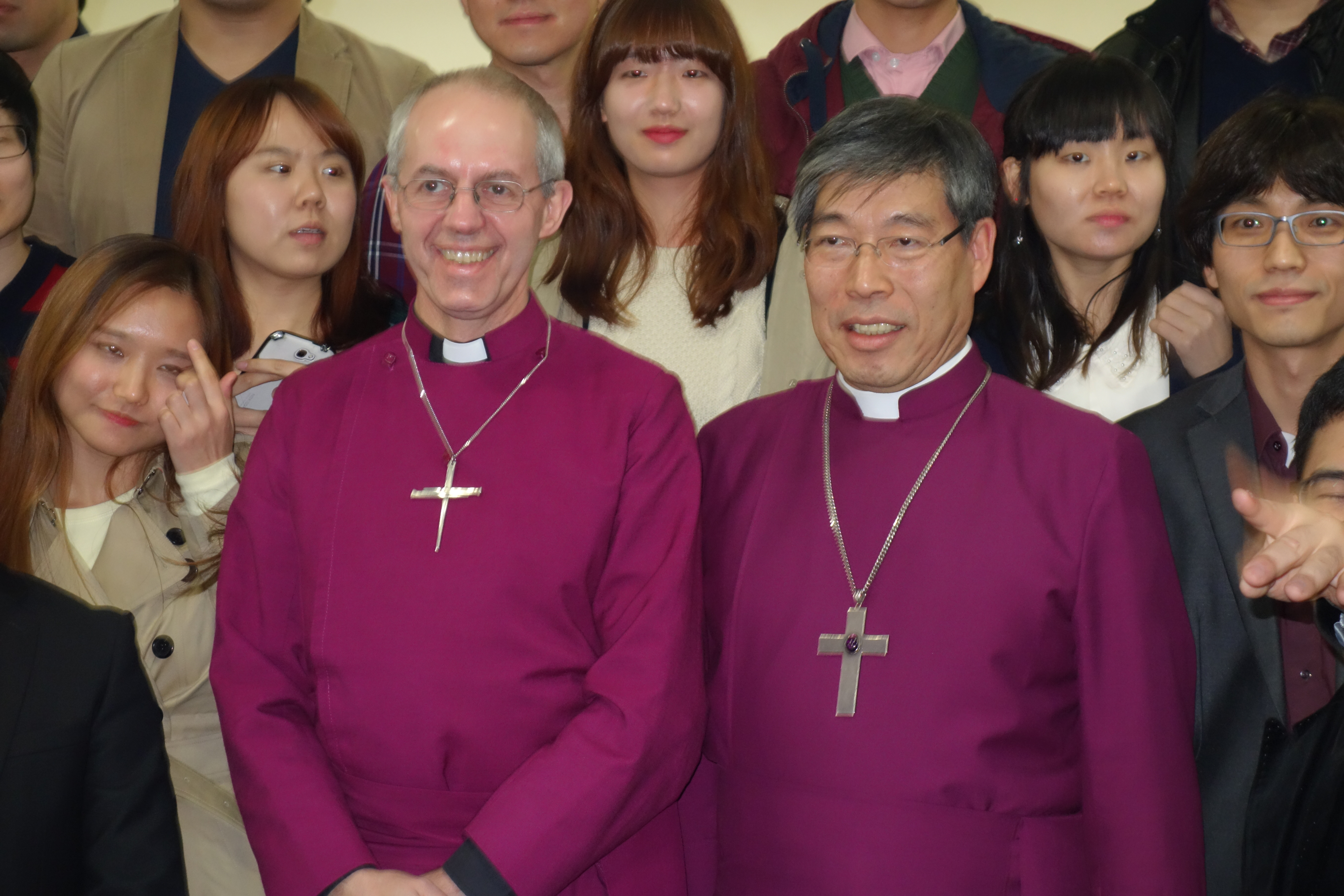